# Liste der denkmalgeschützten Objekte in Vidice
Grundlage dieser Liste der denkmalgeschützten Objekte in Vidice ist die ÚSKP-Liste (Ústřední seznam kulturních památek České republiky, deutsch Zentrale Liste der Kulturdenkmäler der Tschechischen Republik), die von der tschechischen Denkmalschutzbehörde NPÚ (Národní památkový ústav, deutsch Nationale Denkmalbehörde) seit 1987 geführt wird und an die seit dem Jahr 1850 geschaffenen Listen anschließt.

## Denkmalgeschützte Objekte nach Ortsteilen

### Vidice
| Lage                                   | Objekt              | Beschreibung                                        | ÚSKP-Nr.                  | Bild           |
| -------------------------------------- | ------------------- | --------------------------------------------------- | ------------------------- | -------------- |
| Vidice, nördlich des Dorfes (Standort) | Kirche hl. Apolonia | barocke Wallfahrtskirche, erbaut im 17. Jahrhundert | 30087/4-2256 Info Katalog | weitere Bilder |
| Vidice 5 (Standort)                    | Bauernhof           |                                                     | 35162/4-2257 Info Katalog | Bauernhof      |